# Drávagárdony
Drávagárdony là một thị trấn thuộc hạt Somogy, Hungary. Thị trấn này có diện tích 6,27 km², dân số năm 2010 là 134 người, mật độ 21 người/km².